# Azjatycka suma goli
Azjatycka suma goli (znana również jako „azjatycka liczba goli” oraz „azjatycka linia bramkowa”, ang. Asian Goal Line) – rodzaj zakładów bukmacherskich, głównie stosowany w piłce nożnej, polegający na wytypowaniu sumarycznej liczby trafień obu drużyn w danym meczu piłkarskim.
Zasada działania, dotycząca rozliczania zakładów bukmacherskich opartych na azjatyckiej linii bramkowej, jest zbliżona do innego terminu bukmacherskiego, jakim jest azjatycki handicap. Azjatycka linia bramkowa opiera się na wytypowaniu liczby bramek powyżej lub poniżej założonej granicy, a także uwzględnieniu w zakładach wartości połowy oraz jednej czwartej zaliczonego trafienia. W ramach tego zakładu, osoba typująca ma również możliwość otrzymania połowicznego, bądź całkowitego zwrotu postawionych pieniędzy. 
W niektórych przypadkach, bukmacherzy przedstawiają azjatycką sumę goli w inny sposób, niż prezentowany w tym artykule. Robią to uwzględniając, w tytule zakładu, jedynie wartość połowiczną oraz całkowitą bramki, np. zakład „powyżej 0.5, 1.0” jest tym samym, co  „powyżej 0.75”. Analogiczna sytuacja występuje w przypadku zakładów „poniżej”.
Poniżej przedstawiono tabele z przykładowymi rozstrzygnięciami zakładów bukmacherskich na „azjatycką sumę goli” w obu dostępnych przypadkach – powyżej, a także poniżej założonej linii bramkowej.

## Tabele rozstrzygnięć zakładów na azjatycką linię bramkową
| POWYŻEJ      | 1 BRAMKA                | 2 BRAMKI                | 3 BRAMKI              |
| POWYŻEJ 0.5  | Wygrana                 | Wygrana                 | Wygrana               |
| POWYŻEJ 0.75 | 50% Wygrana 50% Zwrot   | Wygrana                 | Wygrana               |
| POWYŻEJ 1.0  | Zwrot                   | Wygrana                 | Wygrana               |
| POWYŻEJ 1.25 | 50% Przegrana 50% Zwrot | Wygrana                 | Wygrana               |
| POWYŻEJ 1.5  | Przegrana               | Wygrana                 | Wygrana               |
| POWYŻEJ 1.75 | Przegrana               | 50% Wygrana 50% Zwrot   | Wygrana               |
| POWYŻEJ 2.0  | Przegrana               | Zwrot                   | Wygrana               |
| POWYŻEJ 2.25 | Przegrana               | 50% Przegrana 50% Zwrot | Wygrana               |
| POWYŻEJ 2.5  | Przegrana               | Przegrana               | Wygrana               |
| POWYŻEJ 2.75 | Przegrana               | Przegrana               | 50% Wygrana 50% Zwrot |
| POWYŻEJ 3.0  | Przegrana               | Przegrana               | Zwrot                 |

| PONIŻEJ      | 1 BRAMKA                | 2 BRAMKI                | 3 BRAMKI                |
| PONIŻEJ 0.5  | Przegrana               | Przegrana               | Przegrana               |
| PONIŻEJ 0.75 | 50% Przegrana 50% Zwrot | Przegrana               | Przegrana               |
| PONIŻEJ 1.0  | Zwrot                   | Przegrana               | Przegrana               |
| PONIŻEJ 1.25 | 50% Wygrana 50% Zwrot   | Przegrana               | Przegrana               |
| PONIŻEJ 1.5  | Wygrana                 | Przegrana               | Przegrana               |
| PONIŻEJ 1.75 | Wygrana                 | 50% Przegrana 50% Zwrot | Przegrana               |
| PONIŻEJ 2.0  | Wygrana                 | Zwrot                   | Przegrana               |
| PONIŻEJ 2.25 | Wygrana                 | 50% Wygrana 50% Zwrot   | Przegrana               |
| PONIŻEJ 2.5  | Wygrana                 | Wygrana                 | Przegrana               |
| PONIŻEJ 2.75 | Wygrana                 | Wygrana                 | 50% Przegrana 50% Zwrot |
| PONIŻEJ 3.0  | Wygrana                 | Wygrana                 | Zwrot                   |